# Labud (zviježđe)
Labud (lat: Cygnus) je zviježđe sjevernog neba. Nalazi se između zviježđa Cefeja, Gušterice, Lire, Lisice, Pegaza i Zmaja. Jedna je od 88 modernih i 48 originalnih Ptolemejevih konstelacija. Zbog karakterističnog izgleda, zviježđe je ponekad poznato i pod nazivom Sjeverni križ. Leži u dijelu Mliječne staze bogatom različitim nebeskim objektima.
Zviježđe na nebu prikazuje labuda koji leti prema jugu.

## Značajnije zvijezde
- Deneb (α Labuda) - bijeli velediv udaljen oko 3,000 ly. Prividni sjaj Deneba je + 1.25 magnituda, a ukupan - 8.73
- Albireo (β Labuda) - četvrta najsjajnija zvijezda u Labudu. Poznata je po tome što je dvostruka zvijezda i izraženim bojama. Sjajnija komponenta je narančasti div prividnog sjaja + 3.08, a tamnija komponenta je plava zvijezda prividnog sjaja + 5.10 magnituda.
- Sadr (γ Labuda) - druga najsjajnija zvijezda u zviježđu. Oko nje se nalazi difuzna maglica IC 1318.
- δ Labuda - peta najsjajnija zvijezda u Labudu. Zbog svog položaja u blizini precesijske kružnice, δ Labuda će oko 11,250. godine preuzeti ulogu Sjevernjače. Prividni sjaj zvijezde + 2.20 magnitude.
- ε Labuda - treća najsjajnija zvijezda, prividnog sjaja + 2.46 magnituda. Zvijezda je narančasti div udaljen samo 72 ly od Zemlje.

## Objekti dubokog svemira
Labud se nalazi u pojasu Mliječne staze. Zbog povoljnog položaja, kako na sjevernom nebu, tako i u našoj galaksiji, zviježđe je bogato objektima dubokog Svemira. 
Od značajnijih maglica valja izdvojiti sljedeće:
- NGC 7000 (Maglica Sjeverna Amerika), golema emisijska maglica, nedaleko od zvijezde Deneb. Maglica se na nebu proteže oko 3° i udaljena je oko 1800 svjetlosnih godina. Nije poznata zvijezda koja potiče vodik u maglici na emisiju svjetlosti. Zbog velike površine i malog površinskog sjaja, maglica je teško uočljiva vizualno ali je zato predivna na fotografijama.
- IC 5070 (Maglica Pelikan), manja emisijska maglica pokraj Sjeverne Amerike.
- NGC 6888 (Maglica Srp), maglica nastala prilikom izbačaja plina sa zvijezde HD 192163.
- Maglica Veo, ostatak supernove koji se prostire oko 3° na nebu. Pojedini dijelovi maglice nose zasebne NGC oznake (NGC 6960, NGC 6962, NGC 6979, NGC 6992 i NGC 6995).
- NGC 6946, spiralna galaksija poznata po neobično velikom broju supernova u sebi.
- Cygnus X-1, izvor rendgenskog zračenja koje stvara materija prilikom pada u crnu rupu.[1]

U zviježđu se nalazi i dva Messierova objekta. To su otvoreni skupovi M29 i M39.

## Mitologija
Ovo veliko zviježđe oslikano je labudom u kojeg se po grčkoj mitologiji pretvorio bog Zeus zbog zabranjenog ljubavnog sastanka. Po jednoj priči, objekt njegove požude bila je kraljica Leda od Sparte. Njihova ljubav (zajedništvo) je stvorila dva jaja. Iz jednog jaja su se izlegli blizanci Kastor i Klitemnestra, a iz drugog Poluks i Helena od Troje. Kastor i Klitemnestra bili su Tindarejeva djeca, a Poluks i Helena Zeusova te su zbog toga bila besmrtna.